# سن القرش

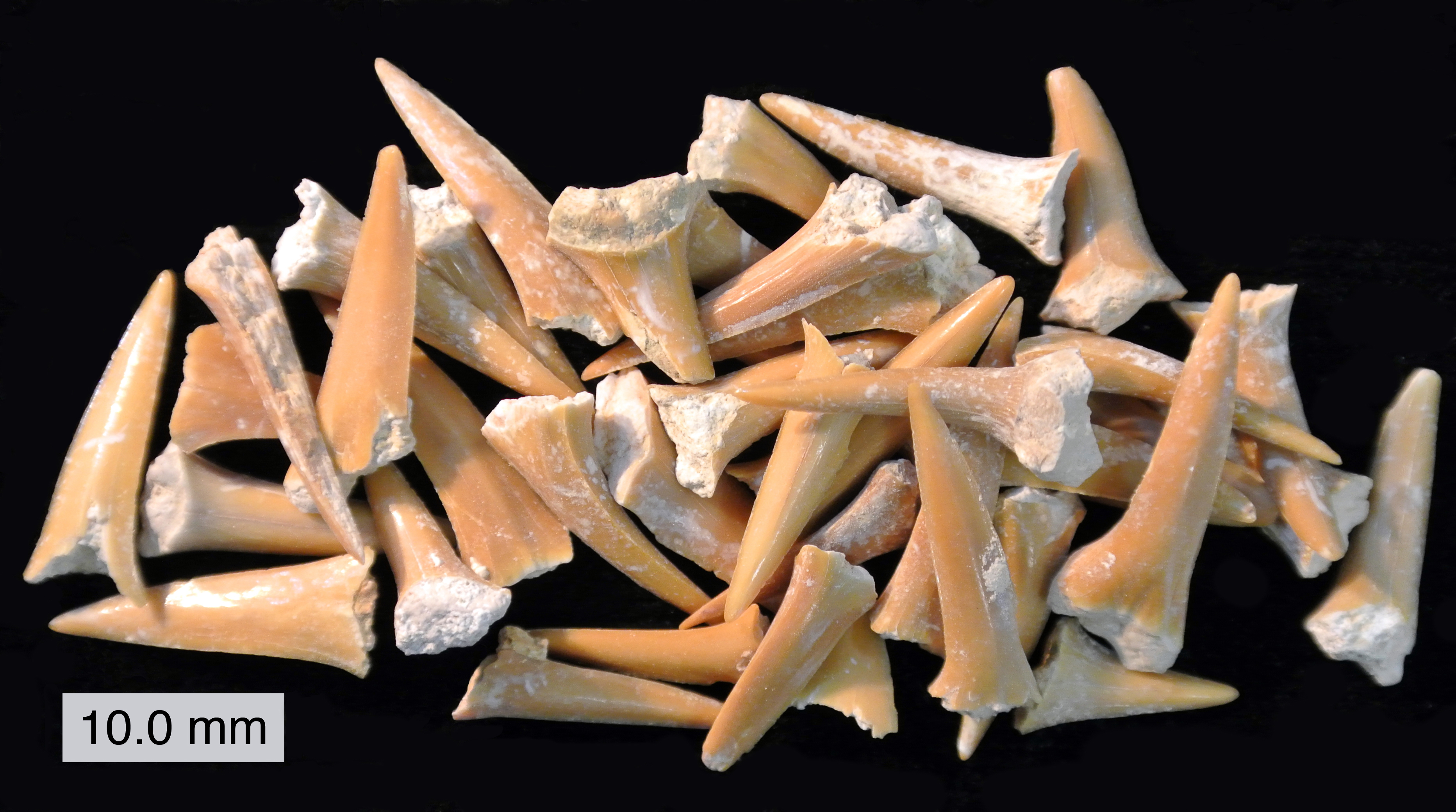
أسنان القرش الأحفوري، العصر الطباشيري.

سن القرش (بالإنجليزية: Shark tooth)‏ هو أحد أسنان القرش العديدة. تتساقط أسنان أسماك القرش بإستمرار. تسقط بعض أشكال القرش الأرضي حوالي 35000 سن في حياتها، لتحل محل تلك التي تتساقط أسنان جديدة. هناك أربعة أنواع أساسية من أسنان سمك القرش: كثيفة مفلطحة، تشبه الإبرة، مدببة أسفل مع مثلث علوي، وغير وظيفية. يعتمد نوع سن القرش على نظامه الغذائي وعاداته الغذائية. في بعض التكوينات تعتبر أسنان سمك القرش من الأحافير(مستحاثة) الشائعة. يمكن تحليل هذه الحفريات للحصول على معلومات حول تطور أسماك القرش وعلم الأحياء، غالبًا ما يكونون الجزء الوحيد من سمكة القرش المتحجر. تشكل الأسنان الأحفورية الكثير من السجل الأحفوري لـصفيحية الخياشيم الغضروفية، والذي يمتد إلى مئات الملايين من السنين. يحتوي سن سمك القرش على مواد مقاومة من فوسفات الكالسيوم. يعود تاريخ أقدم أنواع أسماك القرش إلى 450 مليون سنة، وخلال أواخر العصر الأوردوفيشي، وهي معروفة في الغالب بأسنانها المتحجرة منذ 66 مليون سنة.

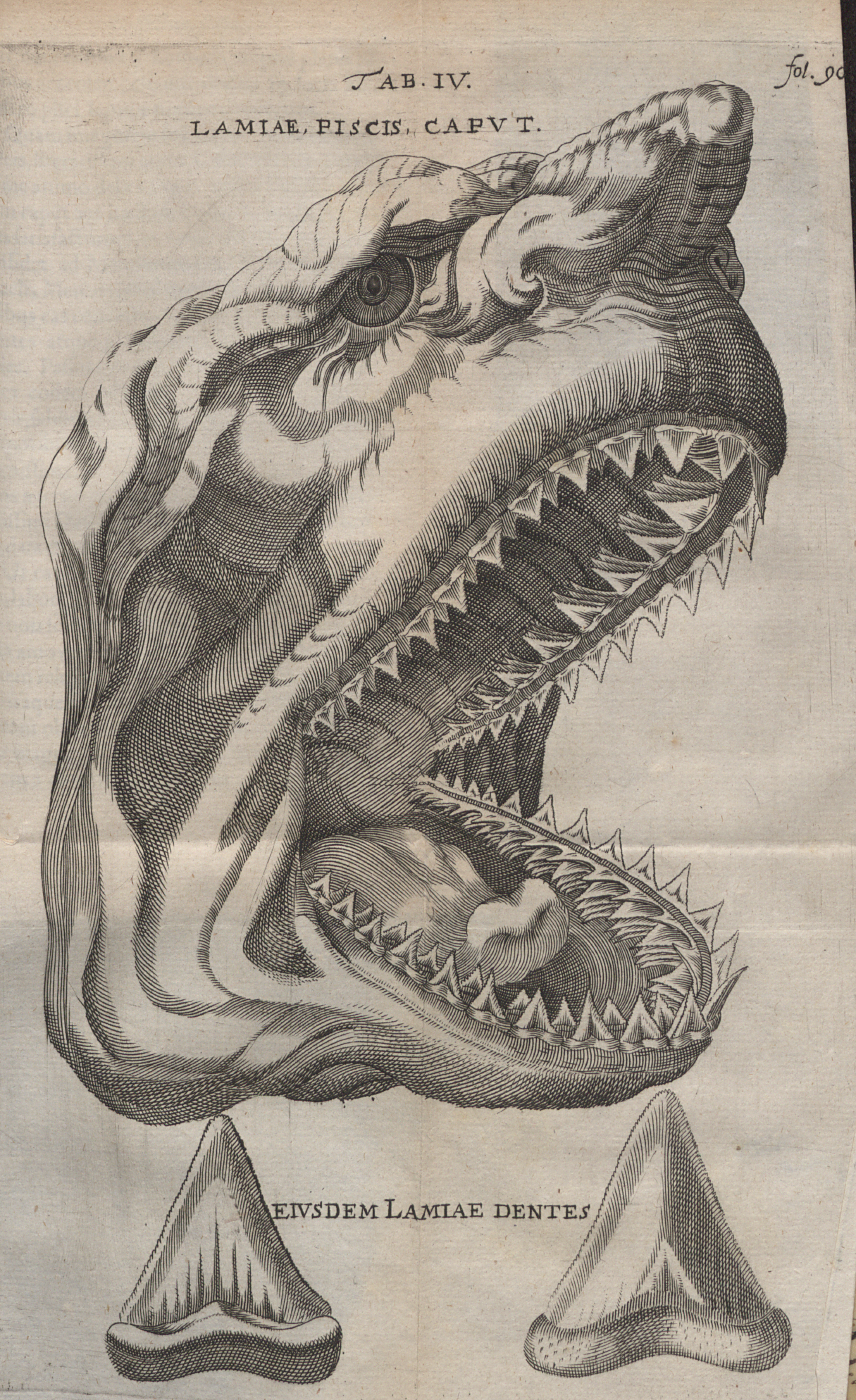
عينة من أسنان اسماك القرش المدببة من الأسفل مع مثلث علوي.

## أنواعها ووظائفها
على الرغم من أن أسماك القرش غالبًا ما تكون شديدة الخصائص، إلا أنها تفاوتت على نطاق واسع في تكيفاتها كفئات. تعكس أسنانهم هذا الشيء، وتتراوح بشكل كبير في الشكل والوظيفة. هناك عدد من الأنواع الشائعة لأسنان القرش والتي تختلف باختلاف النظام الغذائي لأسماك القرش. ومن الأمثلة على ذلك أسنان كثيفة مفلطحة للتكسير، أسنان طويلة تشبه الإبرة للإمساك، أسنان سفلية مدببة للإمساك مع قطع الأسنان العلوية المثلثة المسننة، والأسنان الصغيرة والمخفضة بشكل كبير وغير الوظيفية.

### أسنان كثيفة مفلطحة
تستخدم الأسنان المسطحة الكثيفة لسحق الفريسة مثل ذوات الصدفتين والقشريات. تشمل أسماك القرش هذه: أسماك القرش الممرضة وأسماك القرش الملاك، وتوجد عادة في قاع المحيط.

### أسنان تشبه الإبرة
كان هذا هو النمط الشائع الأول لأسنان القرش الموجود في العصر الديفوني، قبل أربعمائة مليون سنة. تتغذى أسماك القرش ذات الأسنان الشبيهة بالإبرة عادةً على الأسماك الصغيرة إلى المتوسطة الحجم، بما في ذلك أحيانًا أسماك القرش الصغيرة. هذه الأسنان فعالة بشكل خاص لمثل هذه الفريسة لأنها تستطيع بسهولة الإمساك بأجسامها الزلقة والضيقة. تشمل الأمثلة الحديثة على القرش الأزرق وأسماك قرش الثور. تستخدم أسماك القرش هذه أسنانها على وجه التحديد لتتغذى على فرائس صغيرة مثل الحبار، والسمك المفلطح، والراي اللاسع، وحتى أسماك القرش ذات رأس المطرقة.

### الأسنان السفلية المدببة والأسنان العلوية المثلثة
هذا المزيج من الأسنان السفلية المدببة مع الأسنان العلوية المثلثة مفيد بشكل خاص لقطع الفريسة التي تتكون من الثدييات والأسماك الكبيرة. تحتوي مجموعة الأسنان على حواف مسننة لتقطيع الفريسة الأكبر إلى أجزاء أصغر من أجل ابتلاع القطع بسهولة. أشهر أسماك القرش المعروفة بهذه الأسنان هو القرش الأبيض العظيم، الذي يتغذى على الحيوانات مثل أسود البحر والدلافين وأسماك القرش الأخرى وحتى الحيتان الصغيرة.

### الأسنان غير الوظيفية
تكون أسنان مغذيات العوالق مثل القرش المتشمس وقرش الحوت، منخفضة بشكل كبير وغير وظيفية. تتغذى أسماك القرش هذه على الفريسة عن طريق فتح أفواهها للسماح للكائنات الدقيقة بالدخول إلى أفواهها لتتغذى دون استخدام أسنانها على الإطلاق، وبدلاً من ذلك تقوم بتصفية الطعام عند تمرير الماء عبر خياشيمها.

### الأسنان الإنتقالية
مع تطور أنواع أسماك القرش؛ قد يصبح من الصعب تصنيف أسنانه، حيث تظهر خصائص كلا النوعين مثل: الأسنان من«كارهاروكلس اوريكيوليتس» (Carcharocles auriculatus) أثناء تطورها إلى «سي انغوستيدنز» (C. angustidens)، ويصعب تحديدها نهائيًا على أنها تأتي من أي من النوعين. يشار إلى الانتقال بشكل شائع إلى تطور«اسورس هاستالس» (Isurus hastalis)، العملاق المنقرض ماكو، إلى القرش الأبيض العظيم. توجد أسنان يعتقد أنها تمثل الانتقال بين النوعين، وتتميز هذه الأسنان من«كاركردون» (Carcharodon)، بالتيجان الأوسع والمسطحة لماكو العملاق المنقرض، ومع ذلك فإنها تظهر أيضًا تسننات جزئية باهتة، والتي تكون أكثر وضوحًا بالقرب من الجذر، وتختفي باتجاه طرف السن. توجد مسننات في القرش الأبيض العظيم ولكنها لا توجد في ماكو العملاق المنقرض.

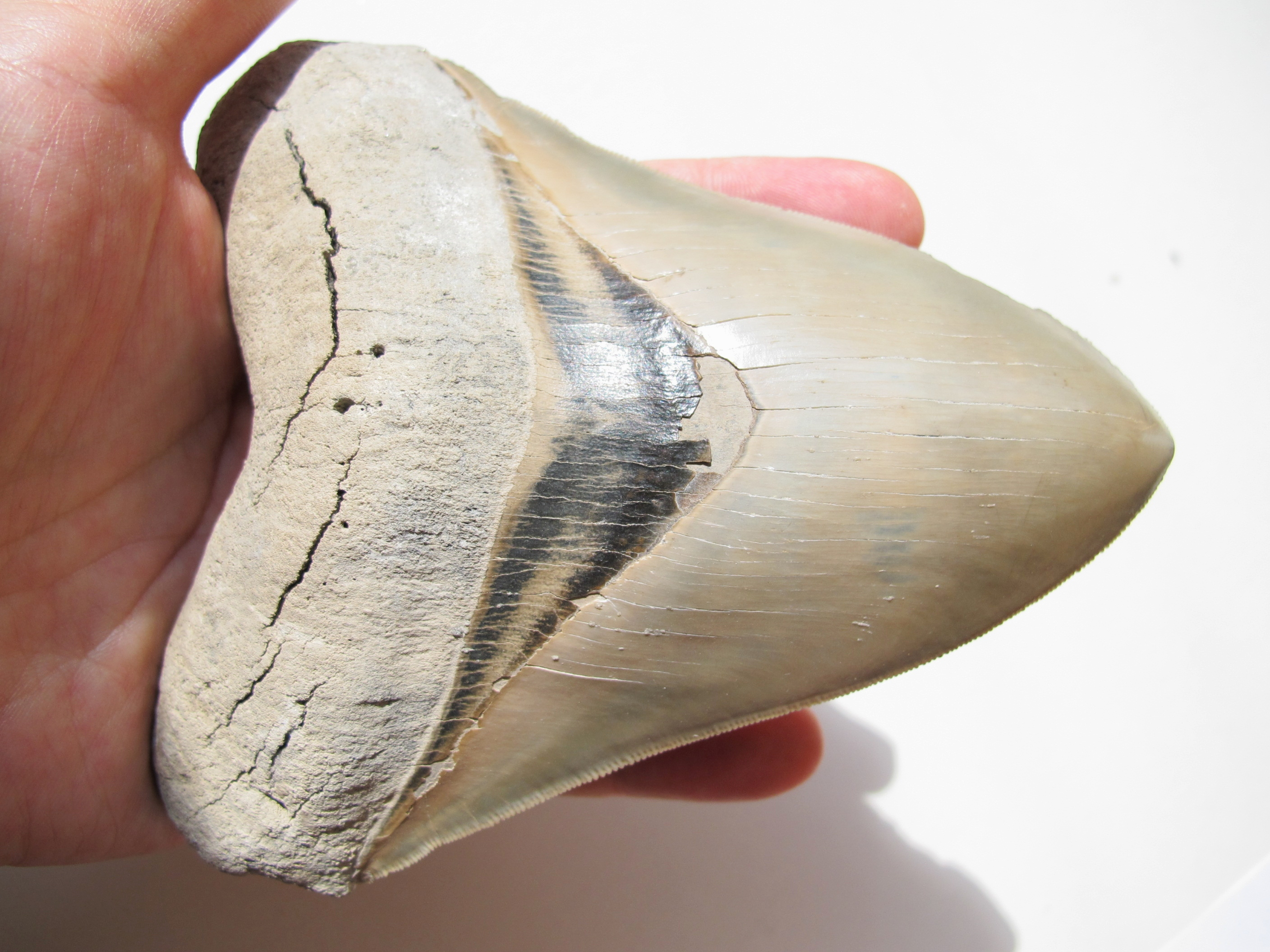
سن ميجالودون مستخرج من لي كريك ماين، أورورا، كارولينا الشمالية، الولايات المتحدة

### تنويه خاص: أسنان ميجالدون
تعد أسنان «سي ميجالودون» (C.megalodon) هي الأكبر بين أي أسماك القرش المنقرضة أو الحية، وهي من بين أكثر أنواع أسنان القرش رواجًا في العالم. عاش هذا القرش خلال العصر الأوليغوسيني المتأخر وفترة العصر النيوجيني، منذ حوالي 28 إلى 1.5 مليون سنة، ويتراوح طوله إلى 60 قدمًا بحد أقصى. يبلغ ارتفاع أصغر الأسنان 1.2 سم أي (0.5 بوصة) فقط، بينما يزيد ارتفاع الأسنان الأكبر عن 17.7 سم أي (7.0 بوصة). تعتبر الأسنان الأصغر التي تتراوح بين 3 و 4 هي الاكتشافات الأكثر شيوعًا، بينما تعد الأسنان الأكبر من 5 و6 و7 أكثر ندرة. هذه الأسنان مطلوبة بشدة من قبل هواة الجمع والمستثمرين من القطاع الخاص، ويمكنهم الحصول على أسعار باهظة وفقًا لحجمها وتدهورها. يمكن أن تكلف الأسنان الكبيرة ما يصل إلى 3000 دولار.

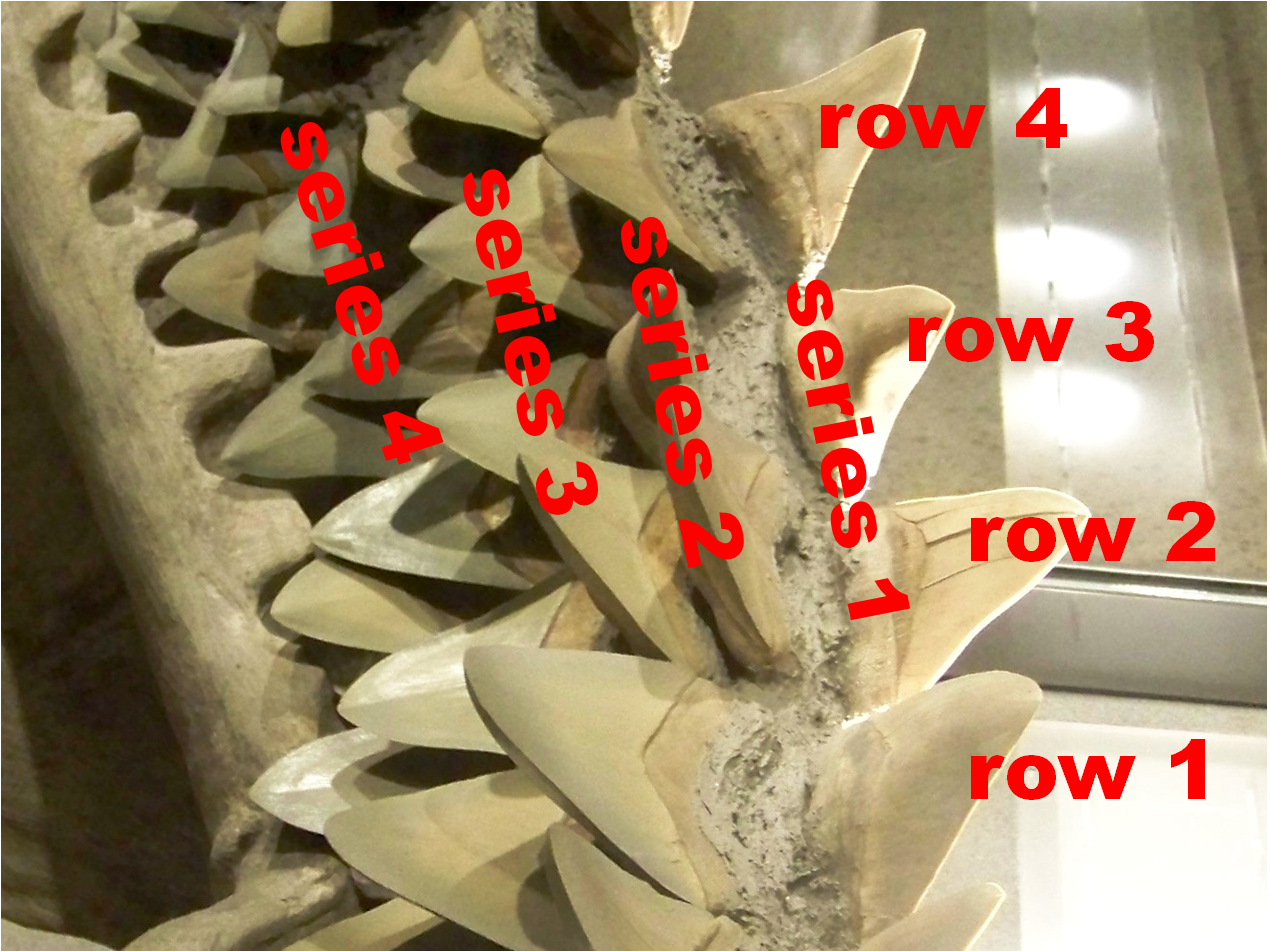
طريقة عد أسنان سمك القرش

## العد
لا يمكن جمع أسنان سمك القرش من أي نوع من الصخور. يتم حفظ أي حفريات بما في ذلك أسنان أسماك القرش الأحفورية في الصخور الرسوبية بعد سقوطها من أفواهها. يتم استخدام الرواسب التي تم العثور عليها في الأسنان للمساعدة في تحديد عمر أسنان سمك القرش بسبب عملية التحجر. تم العثور على أسنان القرش بشكل شائع بين الفترات الطباشيري العلوي والثالث. بعد حوالي 10000 عام سيتحجر سن سمك القرش. الأسنان التي توجد عادة ليست بيضاء لأنها مغطاة برواسب من التحج. تمنع الرواسب الأكسجين والبكتيريا من مهاجمة الأسنان وتحللها. يمكن العثور على أسنان القرش المتحجرة في كثير من الأحيان في ضفاف مجرى الأنهار وحفر الرمال والشواطئ أو بالقرب منها. عادة ما يتم ارتداء هذه الأسنان، حيث يتم تحريكها وإعادة وضعها بشكل متكرر في مناطق مختلفة قبل أن تستقر. ومع ذلك فإن المواقع الأخرى تعطي أسنانًا مثالية لم يتم تحريكها كثيرًا على مر العصور. عادة ما تكون هذه الأسنان هشة، ويجب توخي الحذر الشديد أثناء حفرها. تعتبر حفر الفوسفات التي تحتوي في الغالب على العظام والأسنان الأحفورية، أو حفر الكولين أماكن مثالية للبحث عن أسنان أسماك القرش الأحفورية. يقع أحد مناجم الفوسفات الأكثر شهرة في وسط فلوريدا، مقاطعة بولك، ويعرف باسم وادي العظام. تتراوح معظم الأسنان الموجودة هنا من 3 إلى 10 ملايين سنة. بالقرب من كاليدونيا الجديدة، حتى تم حظر هذه الممارسة، استخدم الصيادون والسفن التجارية لتجريف قاع البحر بحثًا عن أسنان الميجالدون. في ولاية جورجيا، تم العثور على أسنان سمك القرش كثيرًا لدرجة أنهم قرروا جعل أسنان سمك القرش الحفرية الرسمية للدولة في عام 1976.